# 2-Butoxyethylacetat
(2-Butoxyethyl)acetat ist eine chemische Verbindung aus der Gruppe der Carbonsäureester und Ether.

## Gewinnung und Darstellung
(2-Butoxyethyl)acetat wird überwiegend durch Reaktion von 2-Butoxyethanol mit Essigsäure hergestellt. In kleinerem Umfang wird auch die Reaktion mit Essigsäureanhydrid oder Essigsäurechlorid zur Herstellung verwendet.

## Eigenschaften
(2-Butoxyethyl)acetat ist eine wenig flüchtige farblose Flüssigkeit mit schwachem esterartigen Geruch, welche wenig löslich in Wasser ist. Sie zersetzt sich bei Erhitzung, wobei beissende und reizende Dämpfe entstehen. Aufgrund seiner Etherbrücke und der Estergruppe zeigt Butylglycolacetat die für diese Substanzklasse typischen Reaktionen. Sie besitzt bei 20 °C eine Viskosität von 1,79 mPa·s, eine Oberflächenspannung von 28,5 mN/m, eine Dielektrizitätszahl von 6,8 und eine Spezifische Wärmekapazität von 2,004 kJ/(kg·K). Seine Verbrennungsenthalpie bei 25 °C beträgt 29.350 kJ/kg und seine Verdampfungsenthalpie bei 1013 mbar liegt bei 279 kJ/kg.

## Verwendung
(2-Butoxyethyl)acetat wird vorwiegend in der Lackindustrie verwendet. Hier dient es wegen seiner geringen Flüchtigkeit und seines guten Lösevermögens als Zusatz zu Einbrennlacken, die bei hohen Temperaturen (150–200 °C) eingebrannt werden. Es verbessert hierbei Glanz und Verlauf der Lackfilme. Durch Zusatz sehr kleiner Mengen Butylglycolacetat zu Streichlacken auf der Basis von Cellulosenitrat, chlorhaltigen Bindemitteln oder Celluloseethern kann deren Verlauf und Verstreichbarkeit verbessert werden. Es eignet sich auch als Lösungsmittel für Isocyanatlacke, Kugelschreiberpasten, Flexodruckfarben, Tiefdruckfarben, Siebdruckfarben und wird für den Leder- und Textildruck verwendet.

## Sicherheitshinweise
Die Dämpfe von (2-Butoxyethyl)acetat bilden mit Luft ein explosionsfähiges Gemisch (Flammpunkt 74 °C, Zündtemperatur 355 °C).